# 사회민주당 (2016년 대한민국)
사회민주당은 사회민주주의를 표방했던 대한민국의 정당이다. 그러나 창당을 주도했던 인사들이 신중도주의 성향을 가지고 있어 사실상 제3의 길 계열의 정당으로 분류된다. 2016년 2월 15일 복지국가당이라는 이름으로 창당되었다.
현재의 당명은 복지국가당에 주대환이 주도하던 사회민주당 창당준비위원회 세력이 합류하면서 변경된 것이다. 사회민주당은 2015년 8월 15일 창당준비위원회 발기인 대회를 열고, 2016년 총선 참여를 목표로 창당 준비에 들어갔으나, 정당 등록 시효일인 3월 14일까지 '창당준비위원회 등록 이후 6개월 이내 5천명 이상의 당원과 5개 시도당 결성'이라는 정당 등록 요건을 미달하여 창당하지 못했고 이후 3월 16일부로 창준위가 소멸하였다.
이후 사회민주당 창당준비위원회 세력이 복지국가당에 가입하면서 당명을 개정하기로 하였고, 2017년 4월 25일. <복지국가당>이 <사회민주당>으로의 당명 변경 등록을 중앙선거관리위원회에 제출하였고, 중앙선관위가 공고 제2017-152호로 공지함으로써 사회민주당으로 바뀌었다.

4월 12일 용인시 지역 경기도의원 재보선에서는 원외정당임에도 26%를 득표하기도 하였다.
2018년 10월 19일 중앙선거관리위원회가 선거법 제44조 제1항 제1호에 따라 등록을 취소하여 자동적으로 소멸되었다.

## 같이 보기
- 한국의 정당